# Johann Philipp Krieger
Johann Philipp Krieger, také Kriger, Krüger, Krugl nebo John Philip Kriegher či Giovanni Filippo Kriegher (25. února 1649 Norimberk – 7. února 1725 Weißenfels) byl německý barokní hudební skladatel a varhaník. Byl starším bratrem Johanna Kriegera.

## Život
Bratři Kriegerové pocházeli z norimberské rodiny výrobců koberců. Johann Philipp se začal učit na cembalo ve věku 8 let u Johanna Drechsela, žáka skladatele Johanna Jakoba Frobergera. Na dechové a smyčcové nástroje ho později učil virtuóz na violu da gamba Gabriel Schütz (1633-1710).
Brzy opustil Norimberk a dále studoval hru na varhany v Kodani u královského varhaníka Johannese Schrödera a skladbu u Kaspara Förstera. Po dobu pobytu v Kodani působil jako varhaník v kostele sv. Petra (Sankt Petri Kirke). Kolem roku 1667 dostal nabídku stát se varhaníkem v Christianii (nyní Oslo, Norsko), ale na přání rodičů ji odmítl.
Po návratu do Německa, vstoupil do služeb markraběte Christiana Ernsta von Brandenburg-Bayreuth v Bayreuthu, kde později zastával pozici kapelníka. Po vypuknutí Francouzsko-nizozemské války a z toho vyplývajícího omezení hudebních aktivit dvora, požádal o propuštění a odejel na studijní cetu do Itálie.
Nejprve se zastavil v Benátkách, kde studoval kompozici u Johanna Rosenmüllera a hru na cembalo u Giovanni Battisty Volpeho. Kromě toho se seznámil s řadou předních italských skladatelů jako byli Francesco Cavalli, Giovanni Legrenzi a Pietro Andrea Ziani. Poté putoval do Říma, kde byli jeho učiteli Antonio Maria Abbatini a Bernardo Pasquini. V roce 1675 přicestoval do Vídně a stal se oblíbencem císaře Leopolda I., který jej, a všechny jeho sourozence, povýšil do šlechtického stavu.
Po krátkém pobytu v Bayreuthu, Frankfurtu a Kasselu se 2. listopadu 1677 stal dvorním varhaníkem sasko-weißenfelského vévody Augusta (1614–1680) v Halle. Po smrti Augusta se stal vévodou jeho bratr Johann Adolf I., který přesunul rodové sídlo do Weißenfelsu. Spolu s jeho dvorem se stěhoval i Johann Philipp jako dvorní kapelník. Tuto funkci pak zastával 45 let, až do své smrti v roce 1725. Poté v této funkci působil až do roku 1736 jeho syn, Johann Gotthilf.

## Dílo
Johann Philipp byl velice plodný skladatel, který zásoboval weißenfelský dvůr bezpočtem chrámových i světských skladeb včetně přibližně 2 000 kantát, nejméně 18 oper, mnoha triových sonát atd. Kromě toho na dvorských koncertech uváděl skladby mnoha jiných skladatelů. Vedl si přesné záznamy o tom kdy a které skladby byly provedeny. Naneštěstí většina jeho skladeb byla ztracena. Např. z oněch 2000 kantát se dochovalo pouze 76.

### Jevištní díla
- Die drey Charites (1681 Weißenfels)
- Die Demuth (libreto Johann Riemer), Tafelmusik (1681 Weißenfels)
- Der Höllen-Stürmende Liebes-Eifer, Orpheus und Eurydice, singspiel (1683 Eisenberg)
- Die unverwandelte Daphne in der beständigen Helena (libreto Joahnn Riemer), Abendmusik (1684 Weißenfels)
- Die bewährte Liebes-Kur, opera (1686 Eisenberg)
- Cecrops mit seinen drey Töchtern (libreto Paul Thymich), opera (1688 Weißenfels)
- Die glückselige Verbindung des Zephyrs mit der Flora (Paul Thymich), singspiel (1688 Weißenfels)
- Von der gedrückten und wieder erquickten Eheliebe, Trauer-Freudenspiel (1688 Weißenfels)
- Die ausgesöhnte Eifersucht oder Cephalus und Procris (libreto Paul Thymich), opera (1689 Weißenfels)
- Der wiederkehrende Phoebus, singspiel (po 1689 a před 1692 Weißenfels)
- Der Großmüthige Scipio, opera (1690 Weißenfels)
- Der wahrsagende Wunderbrunnen, opera (1690 Weißenfels)
- Flora, Ceres und Pomona (libreto Philipp Christian Heustreu), Maskerade (nach 1692 Weißenfels)
- Mars und Irene (libreto Philipp Christian Heustreu), Tafelmusik (1692 Weißenfels)
- Hercules unter den Amazon (Friedrich Christian Bressand), singspiel (1693 Wolfenbüttel)
- Ganymedes und Juventas (libreto Philipp Christian Heustreu), Tafelmusik (1693 Weißenfels)
- Wettstreit der Treue (libreto Friedrich Christian Bressand), Schäferspiel (1693 Braunschweig)
- Das frohe Gemüte durch himmlische Güte (Philipp Christian Heustreu), Tafelmusik (1694 Weißenfels)
- Chronus, Apollo, Fortuna, Constantia (libreto Philipp Christian Heustreu), Tafelmusik (1695 Weißenfels)
- Die glückliche Vereinigung des Verhängnüßes, der Tugend und der Zeit (libreto August Bohse), Tafelmusik (1695 Weißenfels)
- Die lybische Talestris, opera (1696 Weißenfels)
- Phoebus und Iris, Singspiel (1696 Weißenfels)
- Unterthänigstes Freuden-Opfer (libreto August Bohse), Tafelmusik (1696 Weißenfels)
- Phoebus und Irene, opera (okolo 1700 Weißenfels)
- Tafelmusik bei der Rückkehr Joh. Georgens und Frederica Elisabeth aus dem Emser-Bade (libreto Johann August Meister), Tafelmusik (1707 Weißenfels)

### Chrámová hudba
Kantáty
- Confitebor tibi Domine (1686)
- Danket dem Herrn (1687)
- Danksaget dem Vater (1688)
- Der Herr ist mein Licht
- Dies ist der Tag (1687)
- Dominus illuminatio mea (1690)
- Frohlocket Gott in allen Landen (před 1717)
- Gelobet sey der Herr (1698)
- Gott ist unser Zuversicht
- Halleluja, lobet den Herrn (1685)
- Nun dancket alle Gott (1717)
- Rühmet den Herrn
- Sulamith, auf, auf zum Waffen (1717)
- Zion jaucht mit Freuden

Moteta
- Also hat Gott die Welt geliebet (1717)
- Delectare in Domino (1717)
- Ihr Feinde weichet weg (1717)
- In te Domine speravi
- Laudate Dominum omnes gentes
- Laudate pueri Dominum